# Pterygodium ukingense
Pterygodium ukingense är en orkidéart som beskrevs av Rudolf Schlechter. Pterygodium ukingense ingår i släktet Pterygodium och familjen orkidéer. Inga underarter finns listade i Catalogue of Life.